# Daiki Gotō
Daiki Gotō (jap. 後藤 大輝, Gotō Daiki; * 14. Juni 1996 in der Präfektur Saitama) ist ein japanischer Fußballspieler.

## Karriere
Daiki Gotō erlernte das Fußballspielen in der Jugendmannschaft von Ōmiya Ardija sowie in der Universitätsmannschaft der Meiji-Universität. Seinen ersten Vertrag unterschrieb er 2019 bei Giravanz Kitakyūshū. Der Verein aus Kitakyūshū, einer Großstadt in der Präfektur Fukuoka auf der Insel Kyūshū, spielte in der dritthöchsten Liga des Landes, der J3 League. 2019 wurde er mit dem Klub Meister der dritten Liga und stieg in die zweite Liga auf. Die Saison 2021 wurde er an den Ligakonkurrenten Ōmiya Ardija ausgeliehen. Hier kam er nicht zum Einsatz. Nach der Ausleihe kehrte er Anfang 2022 zu Giravanz zurück.

## Erfolge
Giravanz Kitakyūshū
- J3 League: 2019  ▲